# Gerolfingen, Mittelfranken
Gerolfingen är en kommun och ort i Landkreis Ansbach i Regierungsbezirk Mittelfranken i förbundslandet Bayern i Tyskland.
Kommunen ingår i kommunalförbundet Hesselberg tillsammans med kommunerna Ehingen, Röckingen, Unterschwaningen och Wittelshofen.